# Packebusch (Osterburg)
Packebusch ist ein Wohnplatz im Ortsteil Königsmark der Hansestadt Osterburg (Altmark) im Landkreis Stendal, Sachsen-Anhalt.

## Geografie
Die Siedlung liegt in der Gemarkung Königsmark, zwei Kilometer südwestlich von Königsmark und 5 Kilometer östlich von Osterburg im Landschaftsschutzgebiet Altmärkische Wische in der Altmark. Nördlich des Ortes strömt die Cossitte.
Nachbarorte sind Osterburg im Osten, Maierbusch im Nordwesten, Königsmark im Nordosten, Uchtenhagen im Südosten und Calberwisch im Südwesten.

## Geschichte
Im Jahre 1608 wird ein Hof Packebusch, der den von Bismarck Pächte gibt, erstmals erwähnt. Weitere Nennungen sind 1620 Hoff zum Packbusch, 1745 Hoff zu Pakebusch, 1804 Pakebusch oder Hof zu Pakebusch.
Bis 1662 gehörte der Hof den von Bismarck zu Krevese, von 1662 bis nach 1745 den von Kannenberg zu Krumke, 1775 den von Jagow und 1801 den Erben von Redern.
Die Besitzer des Ackerhofes Nr. 8 in Königsmark waren vor 1751 bis 1783 Schroeder, 1783 bis 1857 Cunow, 1857 bis 1868 Eichel, 1868 bis 1901 Prigge aus Seehausen, 1901 bis 1910 die Firma C. C. Bode und 1910 bis 1945 Klickermann.

### Einwohnerentwicklung
| Jahr | Einwohner |
| ---- | --------- |
| 1734 | 10        |
| 1775 | 07        |
| 1789 | 10        |
| 1798 | 09        |
| 1801 | 10        |

| Jahr | Einwohner |
| ---- | --------- |
| 1818 | 12        |
| 1840 | 10        |
| 1871 | 06        |
| 1885 | 11        |
| 1895 | 09        |

| Jahr | Einwohner |
| ---- | --------- |
| 1905 | 7         |

Quelle:

## Religion
Die evangelischen Christen aus Packebusch waren nach Königsmark eingepfarrt. Die Kirchengemeinde Königsmark wird heute betreut vom Pfarrbereich Königsmark im Kirchenkreis Stendal im Bischofssprengel Magdeburg der Evangelischen Kirche in Mitteldeutschland.